# Antoine Jean Baptiste d'Aigueperse
Pour les articles homonymes, voir Aigueperse.
Antoine Jean Baptiste d'Aigueperse est un homme de lettres et archéologue français né à Lyon le 6 novembre 1787 et mort dans le même ville le 10 mars 1861.

## Biographie
Son père est greffier à Lyon lorsque survient la Révolution française qui le conduit à préférer se retirer dans sa propriété à Régnié près de Beaujeu. Après ses études primaires et secondaires la Maison de l'enfance à la Croix-Rousse Antoine Jean Baptiste a 15 ans et son oncle maternel,  Boscary de Villeplaine, le fait venir à Paris. Il fait des études de droit, à l'issue desquelles il est licencié en droit et il entre chez un avoué, dont il devient le premier clerc. En 1815, après treize années passées à Paris, il retourne à Lyon où il obtient le rétablissement de la charge qu'occupait son père. Il est donc greffier au Tribunal de commerce. 
Il se marie avec une de ses cousines, Marie-Antoinette Perret, fille d'un notable lyonnais. Parallèlement à ses activités professionnelles et familiales, d'Aigueperse consacre du temps à étudier l'histoire de sa ville et de sa région. Il écrit aussi sur Rome et l'Italie, après un voyage qui le conduit à Naples, Rome, Florence.
Il sera membre de l'Académie impériale des Sciences, belles-lettres & arts de Lyon, et président de la Société littéraire de Lyon
. Il est également membre correspondant de la Société éduenne d'Autun et de la Société de statistique de Marseille.
Il existe un portrait de lui en miniature par Chabanne.

## Publications
- Œuvres archéologiques et littéraires de A.-J.-B. d'Aigueperse, 2 vol. Auteur, Lyon, 1862, Auguste Brun,  306 + 394 p. lire en ligne sur Gallica :
  - Découverte d'une ville gallo-romaine, entre Villefranche et Saint-Georges, Lyon, 1853, Impr. de Vingtrinier.
  - Recherches sur les quatre grandes voies romaines de "Lugdunum",  annotées par M. A. Vachez, Lyon, 1873, impr. de A. Vingtrinier.
- Recherches sur l'emplacement de "Lunna" et sur deux voies romaines traversant la partie du nord du département du Rhône, Lyon, 1852,  Impr. de L. Perrin.
- Rome en 1853, Lyon, 1854, Imprimerie d'Aimé Vingtrinier.